# Burkhard Kehring
Burkhard Kehring ist ein klassischer Pianist und Liedbegleiter.

## Leben
Burkhard Kehring erhielt Unterricht im Fach Liedgestaltung bei Ralf Gothóni, Gernot Kahl und Martin Katz. Er ist seit 1991 als Liedbegleiter international tätig und trat u. a. bei der Schubertiade Vorarlberg, bei KlangBogen Wien, in der Wigmore Hall London, bei den Musikfestspielen Bergen, in den Schubert Serenades New York oder beim Ravinia Festival Chicago auf. Zu seinen musikalischen Partnern gehören Christiane Oelze, Michaela Kaune, Christiane Iven, Randi Stene, Claudia Barainsky, Christiane Karg, Lini Gong, Robert Holl, Kwangchul Youn, Roman Trekel, Jan Kobow, Christian Elsner, Lothar Odinius, Daniel Behle, Ilker Arcayürek, Daniel Johannsen, Andreas Schmidt und Dietrich Henschel. Gemeinsam mit Sprechern wie Dietrich Fischer-Dieskau, Udo Samel und Gert Westphal gab er Melodramen-Konzerte.
Der Pianist konzipierte und spielte von 1996 bis 2006 bundesweit eigene Liederabendreihen zu Hugo Wolf, Franz Schubert, Robert Schumann und zur Zweiten Wiener Schule. Beim Beethovenfest Bonn 2014 wurde sein Projekt „Divan of Song“ inauguriert, das sich seither mit Konzerten, Kursen und Workshops in Deutschland, Israel, Iran, China und Korea der Erkundung neuer globaler Perspektiven für das Kunstlied widmete.
Zu den Uraufführungen neuer Liedkompositionen, an denen Burkhard Kehring als Pianist beteiligt war, gehören Werke von Fabián Panisello, Christoph Coburger, Wolfgang Florey, Otfried Büsing, Hanbiel Choi, Johanna Doderer, Mahdis Golzar Kashani, Roodabe Shamloo, Param Vir, Dai Fujikura, Nizar Elkhater, Shen Ye und Myung-Sun Lee.
Seit 2003 ist Kehring Professor für Liedgestaltung an der Hochschule für Musik und Theater Hamburg und initiierte dort einen neuen Masterstudiengang für Liedgestaltung (2008), den Hamburger Gustav-Mahler-Liedwettbewerb (2014) sowie den Studiengang Global Art Song (2017). Er gehört gemeinsam mit den Liedbegleitern Peter Nelson, Axel Bauni, Ulrich Eisenlohr und Jan Philip Schulze zu den Gründungsmitgliedern der Deutschen Liedakademie in Trossingen und gab Lied-Meisterkurse in Europa, Nordamerika und Asien.

## Auszeichnungen
- Stipendiat der Studienstiftung des deutschen Volkes
- 1993 Sonderpreis für Klavierbegleitung / Walther Gruner Competition, London
- 1994 Sonderpreis für Klavierbegleitung / Hans Pfitzner Liedwettbewerb, München[1]

## Diskographie
- Schubert – Romantische Dichter, Naxos (mit Florian Bösch, Bariton)
- Schubert – Mayrhofer-Lieder, Naxos (mit Christiane Iven, Mezzosopran)
- Schubert – Goethe-Lieder, Naxos (mit Johannes Kalpers, Tenor)
- Ullmann & Mahler, Berlin Classics (mit Roman Trekel, Bariton)
- Female Fates and Fortunes, Simax (mit Randi Stene, Mezzosopran)
- Schumann Lieder, Berlin Classics (mit Michaela Kaune, Sopran)
- Schönberg/Busoni/Gielen – Lieder, Crystal (mit Hanno Müller-Brachmann, Bassbariton)
- Verwandlung – Lieder eines Jahres, Berlin Classics (mit Christiane Karg, Sopran)
- Mahler/Fortner/Martin/Wolf – Lieder, Berlin Classics (mit Roman Trekel, Bariton)
- Brahms – Sämtliche Lieder, Brilliant (mit Christian Elsner, Tenor u. a.)
- Strauss – Sämtliche Lieder, TwoPianists (mit Christian Elsner, Tenor u. a.)
- Dietrich Fischer Dieskau rezitiert Melodramen, Deutsche Grammophon